# Kabinet-Starmer
Het kabinet–Starmer is sinds 5 juli 2024 de uitvoerende macht van de Britse overheid. Het kabinet werd gevormd door de Labour Party na de verkiezingen van 2024 met Keir Starmer de partijleider van de Labour Party als premier.

## Start
Het kabinet-Starmer had een moeilijke start door onverwachte tegenvallers, crisissituaties in binnen- en buitenland, en personele problemen binnen het team in Downing Street. De waardering voor de manier waarop Starmer zijn werk deed daalde in de eerste honderd dagen van het kabinet met 44 punten naar 33%. Ook de voorsprong van Labour op de Conservatieven in de opiniepeilingen daalde snel.
Een week na de verkiezingen werd bekend gemaakt dat de gevangenissen in zulke slechte staat waren dat minister van Justitie Mahmood had besloten om gevangenen vroegtijdig vrij te laten. Korte tijd later kondigde minister van Financiën Reeves aan dat de conservatieve regering een niet eerder bekend tekort van 22 miljard zou hebben achtergelaten. Dit was aanleiding voor een aantal ongeplande bezuinigingen, waaronder een zeer onpopulaire korting op de winter-stooktoelage voor ouderen. Daarnaast kreeg de regering te maken met rellen in verschillende Britse steden na een steekincident in Southport. 
Problemen in het ondersteunend team in Downing Street 10 leidden binnen drie maanden tot het ontslag van stafchef Sue Gray.
Toch begon de regering-Starmer in de eerste maanden na haar aantreden met de uitvoering van belangrijke voornemens uit het Labour verkiezingsprogramma: het versoepelen van de planningsregels voor grote bouwprojecten,  het nationaliseren van de spoorwegen, betere rechtsbescherming voor werknemers, en de oprichting van GB Energy, een nationaal energieproductiebedrijf. De omstreden regeling van de vorige regering om asielzoekers naar Rwanda te deporteren werd geschrapt. Ter bestrijding van illegale immigratie en mensensmokkel werd een grensbeveiligingscommando ingesteld.
In september werd bekend dat Starmer en zijn vrouw voor en na de verkiezingen geschenken hadden aanvaard van rijke sympathisanten van de Labour partij. Het ging hier onder andere om kleding en VIP-kaarten voor concerten en voetbalwedstrijden. Hoewel Starmer de geschenken volgens de geldende regels had gemeld, leidde de zaak tot brede kritiek en afkeuring.

## Samenstelling
| Ambtsbekleder                                    | Ambtsbekleder      | Ambtsbekleder                                   | Functie(s)                                         | Ambtstermijn     | Ambtstermijn     | Partij(en)   |
| ------------------------------------------------ | ------------------ | ----------------------------------------------- | -------------------------------------------------- | ---------------- | ---------------- | ------------ |
|                                                  | Keir Starmer       | Sir Keir Starmer (1962)                         | Premier                                            | 5 juli 2024      | heden            | Labour Party |
|                                                  | Angela Rayner      | Angela Rayner (1980)                            | Vicepremier                                        | 5 juli 2024      | heden            | Labour Party |
| Minister van Huisvesting, Wijken en Lokale Zaken | Angela Rayner      | Angela Rayner (1980)                            |                                                    | 5 juli 2024      | heden            | Labour Party |
|                                                  | Rachel Reeves      | Rachel Reeves (1979)                            | Minister van Financiën                             | 5 juli 2024      | heden            | Labour Party |
|                                                  | David Lammy        | David Lammy (1972)                              | Minister van Buitenlandse Zaken                    | 5 juli 2024      | heden            | Labour Party |
|                                                  | Jack Straw         | Yvette Cooper (1969)                            | Minister van Binnenlandse Zaken                    | 5 juli 2024      | heden            | Labour Party |
|                                                  | Lucy Powell        | Lucy Powell (1974)                              | Lord President of the Council                      | 5 juli 2024      | heden            | Labour Party |
| Leader of the House of Commons                   | Lucy Powell        | Lucy Powell (1974)                              |                                                    | 5 juli 2024      | heden            | Labour Party |
|                                                  | Angela Smith       | Baroness Smith van Basildon Angela Smith (1959) | Lord Privy Seal                                    | 5 juli 2024      | heden            | Labour Party |
| Leader of the House of Lords                     | Angela Smith       | Baroness Smith van Basildon Angela Smith (1959) |                                                    | 5 juli 2024      | heden            | Labour Party |
|                                                  | Shabana Mahmood    | Shabana Mahmood (1980)                          | Minister van Justitie                              | 5 juli 2024      | heden            | Labour Party |
| Lord Chancellor                                  | Shabana Mahmood    | Shabana Mahmood (1980)                          |                                                    | 5 juli 2024      | heden            | Labour Party |
|                                                  | Jonathan Reynolds  | Jonathan Reynolds (1980)                        | Minister van Economische Zaken                     | 5 juli 2024      | heden            | Labour Party |
| President of the Board of Trade                  | Jonathan Reynolds  | Jonathan Reynolds (1980)                        |                                                    | 5 juli 2024      | heden            | Labour Party |
|                                                  | John Healey        | John Healey (1960)                              | Minister van Defensie                              | 5 juli 2024      | heden            | Labour Party |
|                                                  | Wes Streeting      | Wes Streeting (1983)                            | Minister van Volksgezondheid                       | 5 juli 2024      | heden            | Labour Party |
|                                                  | Liz Kendall        | Liz Kendall (1971)                              | Minister van Arbeid en Pensioenen                  | 5 juli 2024      | heden            | Labour Party |
|                                                  | Bridget Phillipson | Bridget Phillipson (1983)                       | Minister van Onderwijs                             | 5 juli 2024      | heden            | Labour Party |
| Minister voor Vrouwen en Gelijkheid              | Bridget Phillipson | Bridget Phillipson (1983)                       |                                                    | 5 juli 2024      | heden            | Labour Party |
|                                                  | Louise Haigh       | Louise Haigh (1987)                             | Minister van Transport                             | 5 juli 2024      | 29 november 2024 | Labour Party |
|                                                  | Heidi Alexander    | Heidi Alexander (1975)                          | Minister van Transport                             | 29 november 2024 | heden            | Labour Party |
|                                                  | Steve Reed         | Steve Reed (1963)                               | Minister van Milieu, Voedsel en Agrarisch Zaken    | 5 juli 2024      | heden            | Labour Party |
|                                                  | Lisa Nandy         | Lisa Nandy (1979)                               | Minister voor Cultuur, Media en Sport              | 5 juli 2024      | heden            | Labour Party |
|                                                  | Pat McFadden       | Pat McFadden (1965)                             | Kanselier van het Hertogdom Lancaster              | 5 juli 2024      | heden            | Labour Party |
|                                                  | Ian Murray         | Ian Murray (1976)                               | Minister voor Schotland                            | 5 juli 2024      | heden            | Labour Party |
|                                                  | Jo Stevens         | Jo Stevens (1966)                               | Minister voor Wales                                | 5 juli 2024      | heden            | Labour Party |
|                                                  | Hilary Benn        | Hilary Benn (1953)                              | Minister voor Noord-Ierland                        | 5 juli 2024      | heden            | Labour Party |
|                                                  | Peter Kyle         | Peter Kyle (1970)                               | Minister voor Wetenschap, Innovatie en Technologie | 5 juli 2024      | heden            | Labour Party |
|                                                  | Ed Miliband        | Ed Miliband (1969)                              | Minister voor Energie en Klimaat                   | 5 juli 2024      | heden            | Labour Party |

| Ambtsbekleder                            | Ambtsbekleder       | Ambtsbekleder                      | Functie(s)                                     | Ambtstermijn | Ambtstermijn     | Partij(en)   |
| ---------------------------------------- | ------------------- | ---------------------------------- | ---------------------------------------------- | ------------ | ---------------- | ------------ |
|                                          | Darren Jones        | Darren Jones (1986)                | Onderminister voor Financiën                   | 5 juli 2024  | heden            | Labour Party |
|                                          | Anneliese Dodds     | Anneliese Dodds (1978)             | Onderminister voor Ontwikkelings- samenwerking | 5 juli 2024  | 28 februari 2025 | Labour Party |
| Onderminister voor Vrouwen en Gelijkheid | Anneliese Dodds     | Anneliese Dodds (1978)             |                                                | 5 juli 2024  | 28 februari 2025 | Labour Party |
|                                          | Richard Hermer      | Baron Hermer Richard Hermer (1968) | Advocaat- generaal                             | 5 juli 2024  | heden            | Labour Party |
|                                          | Nick Thomas-Symonds | Nick Thomas- Symonds (1980)        | Minister voor Kabinetszaken                    | 5 juli 2024  | heden            | Labour Party |
| Thesaurier- generaal                     | Nick Thomas-Symonds | Nick Thomas- Symonds (1980)        |                                                | 5 juli 2024  | heden            | Labour Party |
|                                          | Alan Campbell       | Sir Alan Campbell (1957)           | Onderstaats- secretaris voor Financiën         | 5 juli 2024  | heden            | Labour Party |
| Chief Whip in het Lagerhuis              | Alan Campbell       | Sir Alan Campbell (1957)           |                                                | 5 juli 2024  | heden            | Labour Party |

Russell I ·
Smith-Stanley I ·
Hamilton-Gordon ·
Temple I ·
Smith-Stanley II ·
Temple II ·
Russell II ·
Smith-Stanley III ·
Disraeli I ·
Gladstone I ·
Disraeli II ·
Gladstone II ·
Gascoyne-Cecil I ·
Gladstone III ·
Gascoyne-Cecil II ·
Gladstone IV ·
Primrose ·
Gascoyne-Cecil III ·
Gascoyne-Cecil IV ·
Balfour ·
Campbell-Bannerman ·
Asquith I ·
Asquith II ·
Asquith III ·
Asquith IV ·
Lloyd George I ·
Lloyd George II ·
Law ·
Baldwin I ·
MacDonald I ·
Baldwin II ·
MacDonald II ·
MacDonald III ·
MacDonald IV ·
Baldwin III ·
Chamberlain I ·
Chamberlain II ·
Churchill I ·
Churchill II ·
Attlee I ·
Attlee II ·
Churchill III ·
Eden ·
Macmillan I ·
Macmillan II ·
Douglas-Home ·
Wilson I ·
Wilson II ·
Heath ·
Wilson III ·
Callaghan ·
Thatcher I ·
Thatcher II ·
Thatcher III ·
Major I ·
Major II ·
Blair I ·
Blair II ·
Blair III ·
Brown ·
Cameron I ·
Cameron II ·
May I ·
May II ·
Johnson I ·
Johnson II ·
Truss ·
Sunak ·
Starmer